# Cubillas de los Oteros (kommun)
Cubillas de los Oteros är en kommun i Spanien.   Den ligger i provinsen Provincia de León och regionen Kastilien och Leon, i den norra delen av landet, 260 km nordväst om huvudstaden Madrid. Antalet invånare är 154.